# Stereogramy soczewkowe

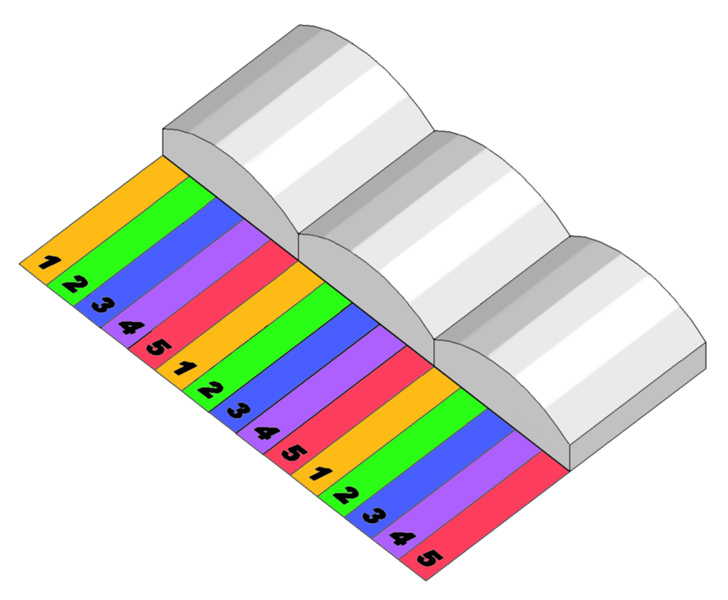
Zasada tworzenia obrazu z rastrem soczewkowym

Stereogramy soczewkowe, stereogramy lentikularne – technika demonstracji obrazów trójwymiarowych bez użycia okularów.
Dwa półobrazy stereoskopowe przeznaczone dla obu oczu (lub więcej obrazów pośrednich) rozmieszcza się na papierze na przemian w postaci mikroskopijnej szerokości pasków. Na papier nakłada się przezroczystą folię z wytłoczonym z jednej strony rastrem w postaci cylindrycznych soczewek wypukłych. Raster ten powoduje, że do oczu widza dociera widok tylko niektórych pasków obrazu. Jeżeli materiałem wyjściowym do sporządzenia takiego stereogramu były tylko dwa półobrazy stereoskopowe, to prawe oko widzi tylko prawy półobraz, a lewe lewy. W przypadku większej liczby obrazów pośrednich uzyskuje się przy spoglądaniu pod zmiennym kątem jeszcze doskonalsze złudzenie trójwymiaru. Zamiast serii obrazów stereoskopowych można użyć serii faz pochodzących z przemiany obrazu metodą morfingu. Wtedy, spoglądając pod zmiennym kątem, widzi się efekt animacji morfingowej.
Zasada tworzenia stereogramów soczewkowych została opatentowana w Londynie w roku 1903 pod nazwą „Parallax-Stereogram” przez F.E. Ivesa.
Stereogramy z rastrem soczewkowym produkowane były jednak dopiero od lat sześćdziesiątych XX wieku. Oprócz pocztówek produkowano tą metodą drobne opakowania i gadżety reklamowe. Początkowo sporządzenie obrazków złożonych z przeplatających się pasków obrazów składowych wymagało profesjonalnego oprzyrządowania. Istniał amatorski małoobrazkowy aparat fotograficzny Nimslo z rzędem obiektywów, dających serię negatywów obrazów składowych, z których w wyspecjalizowanych laboratoriach wytwarzano trójwymiarowe obrazki z rastrem soczewkowym. Dopiero wprowadzenie komputerowej obróbki obrazu umożliwiło amatorom zajęcie się wydrukiem stereogramów z nałożonym rastrem. W internecie dostępne są odpowiednie programy, a specjalistyczne firmy oferują samoprzylepne folie soczewkowe o różnym zagęszczeniu rastra.
Jedna z firm japońskich wyprodukowała ostatnio dwuobiektywowy aparat cyfrowy pozwalający na oglądanie obrazów trójwymiarowych na, dostarczanym wraz z nim, ekranie z nałożonym rastrem soczewkowym.
W przeddzień wyborów prezydenckich w 2010 roku tygodnik Polityka ukazał się z okładką pokrytą rastrem soczewkowym (przedstawiającą na przemian dwóch głównych kandydatów).

## Literatura
Shaun T. Love, David F. McAllister, Computer-generated lenticular stereograms, North Carolina State University, 1989